# La somma dei giorni
La somma dei giorni è un romanzo della scrittrice cilena Isabel Allende, pubblicato nel 2008.

## Trama
Il romanzo è scritto nuovamente sotto forma di diario rivolto alla figlia Paula, a cui la scrittrice narra tutte le vicende della sua famiglia, a partire proprio dalla morte della figlia fino al 2006. L'intenzione dell'autrice/protagonista è quella di poter riunire tutta la sua famiglia attorno a sé, creando così una vera e propria "tribù", di cui Allende svolge un ruolo di "matriarca", che non sempre, però, giova alla famiglia. Il secondo pilastro portante del romanzo è il rapporto di Allende con il suo secondo marito, Willie. La somma dei giorni si presenta come un romanzo domestico, in cui la concezione di una grande famiglia viene vista come un toccasana ed una grande risorsa per abbattere ogni ostacolo della vita, la quale non può essere vissuta se non a fianco delle persone che si amano.

## Edizioni
- Isabel Allende, La somma dei giorni, traduzione di Elena Liverani, collana I Narratori, Feltrinelli, 2008,  pp. 314, ISBN 978-88-07-01742-1.